# Montigny-lès-Condé
Montigny-lès-Condé – miejscowość i gmina we Francji, w regionie Hauts-de-France, w departamencie Aisne.
Według danych na styczeń 2014 roku gminę zamieszkiwały 82 osoby, a gęstość zaludnienia wynosiła 17,3 osób/km².